# 金承旭
金承旭（韓語：김승욱，1963年8月4日—），韓國男演員。

## 演出作品

### 電視劇
- 2001年：SBS《守護天使》
- 2004年：SBS《峇里島的日子》
- 2004年：SBS《小島老師》
- 2004年：KBS《OH!必勝奉順英》
- 2005年：SBS《布拉格戀人》飾演 黃達皓
- 2006年：KBS《透明人間崔長洙》
- 2006年：KBS《黃真伊》
- 2006年：KBS《Drama Special－跑為上策》飾演 金聖旻
- 2007年：SBS《外科醫生奉達熙》
- 2007年：SBS《愛情殺手吳水晶》
- 2008年：MBC《每天夜晚》飾演 羅大吉
- 2008年：SBS《神的天秤》飾演 洪建標
- 2009年：KBS《夥伴們》
- 2009年：KBS《拜托小姐》飾演 張管家
- 2010年：SBS《濟眾院》飾演 洪英植
- 2011年：SBS《守護老闆》飾演 張秘書
- 2011年：KBS《榮光的在仁》飾演 崔教練
- 2011年：JTBC《仁粹大妃》飾演 愼承善
- 2012年：MBC《擁抱太陽的月亮》飾演 尹秀燦
- 2013年：KBS《蔘生》飾演 吳仁秀
- 2014年：KBS《鄭道傳》飾演 朴尚衷
- 2014年：SBS《天使之眼》飾演 朱泰燮
- 2014年：SBS《秘密之門》飾演 趙載浩
- 2015年：KBS《青鳥之家》
- 2015年：MBC《華政》飾演 李恆福
- 2015年：KBS《生意之神 - 客主2015》
- 2015年：SBS《六龍飛天》飾演 許稠
- 2017年：KBS《那女人的大海》飾演 鄭載萬
- 2017年：MBC《守望者》飾演 恭璟秀的父親
- 2017年：tvN《卞赫的愛情》飾演 薛其煥
- 2018年：JTBC《Beauty Inside》飾演 李熙燮
- 2019年：KBS《僅此一次的愛情》飾演 金基天
- 2019年：OCN《Voice 3》飾演 宋賢哲
- 2019年：tvN《請輸入檢索詞WWW》飾演 宋佳京的父親
- 2020年：tvN《金錢遊戲》飾演 姜元熙
- 2020年：JTBC《優雅的朋友們》飾演 趙太旭
- 2020年：KBS《不管誰說什麼》飾演 羅勝鎮
- 2021年：KBS《紅色高跟鞋》飾演 鄭敏英（特別出演）
- 2021年：TV朝鮮《Uncle》飾演 黃瑾榮
- 2022年：KBS《現在很美麗》飾演 羅錫萬（特別出演）
- 2022年：KBS1《我眼裡的豆莢》飾演 張以在

### 電影
- 2000年：《反則王》
- 2002年：《黑道千金逼我嫁》
- 2003年：《蝴蝶先生》
- 2003年：《我的老婆是老大2》
- 2004年：《鬼變臉》
- 2006年：《錯過愛情》
- 2007年：《京義線》
- 2007年：《不死的母親》
- 2010年：《小小蓮池》

## 外部連結
- NAVER （页面存档备份，存于）